# Slag bij Bautzen

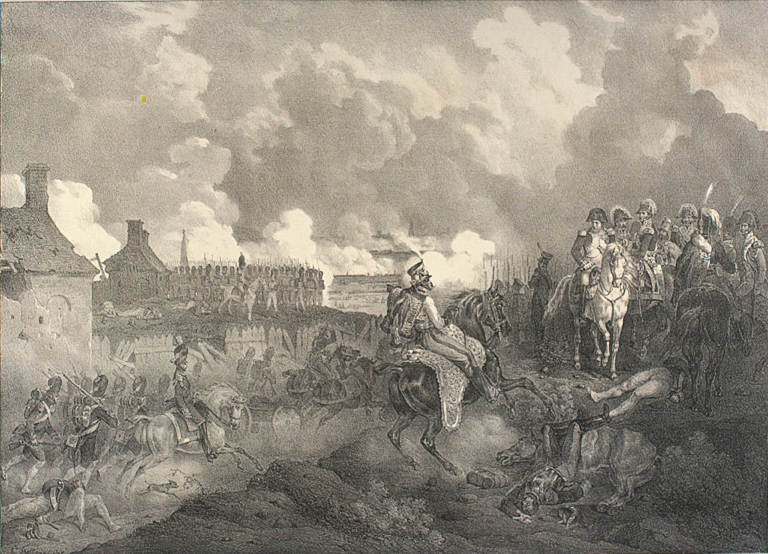
Slag bij Bautzen.

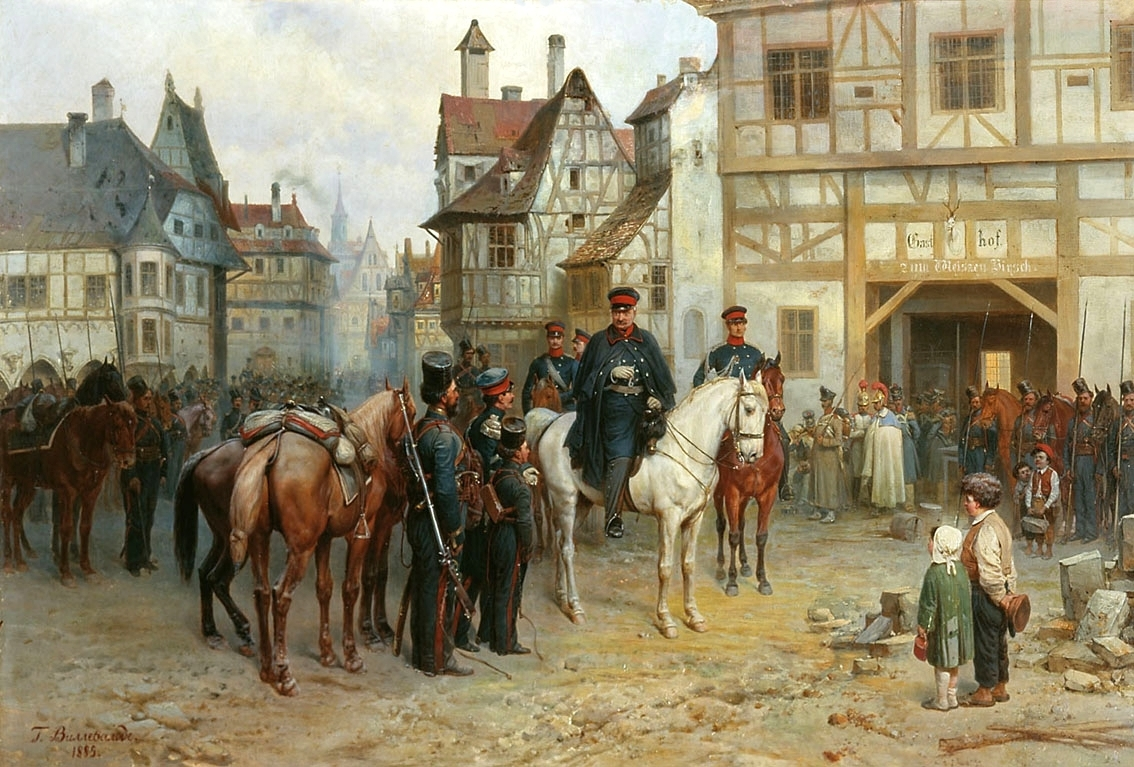
Gebhard Leberecht von Blücher in Bautzen, 1813.

De Slag bij Bautzen werd gevochten op 21 mei 1813, en resulteerde in een Franse overwinning onder Napoleon tegen de gezamenlijke legers van Pruisen en Rusland.
Het Pruisisch-Russische leger was al op de terugtocht na hun nederlaag in de Slag bij Lützen. Tsaar Alexander I en koning Frederik Willem III bevolen hun generaals Wittgenstein en Blücher om te stoppen bij Bautzen. Het Pruisisch-Russische leger was haast 100.000 man sterk, en het stond tegenover 115.000 man van Napoleon en op marsafstand van het slagveld had Napoleon nog een leger van 85.000 man onder maarschalk Ney.
Wittgensteins leger vormde twee defensieve linies, met sterktepunten in dorpjes en bij bruggen. Napoleons plan was om de Pruisen en Russen vast te zetten in hun linies en ze dan aan te vallen met het leger van Ney. Maar hij werd bezorgd, omdat hij dacht dat de Pruisen en de Russen meer troepen konden hebben dan hij dacht. Hij bedacht zich, en besliste dat hij nog even zou wachten met zijn val, totdat ze murw waren.
Na uren van intensieve strijd hadden de Fransen de eerste defensieve linie doorbroken en het dorpje Bautzen veroverd. Het leek erop dat de Pruisisch-Russische verdediging aan het wankelen gebracht was. Tegen de avond waren de Fransen klaar om de geallieerden in de val te zetten. Maar Ney was verward over zijn exacte positie en de geallieerden konden ontsnappen. Na uren van intensieve strijd begon het overwicht van de Fransen af te nemen. Weer werd Ney afgeleid van de hoofdzaak, en hij beval om het dorpje Preititz te veroveren, maar zo liet hij wel de vluchtweg van de geallieerden vrij.
Het Pruisisch-Russische leger werd steeds verder teruggedrongen door het leger van Napoleon en toen de Keizerlijke Garde in de strijd werd geworpen, trok het Pruisisch-Russische leger zich haastig terug. Omdat Ney hen niet stond op te wachten, konden ze de slachting die Napoleon voor hen in petto had ontlopen.
Ondanks dat de Slag bij Bautzen een overwinning was voor de Fransen, was het niet het beslissende resultaat waar Napoleon op gehoopt had. Beide legers verloren ongeveer 20.000 man en omdat Ney de linies niet had kunnen sluiten, werd een totale overwinning onmogelijk. In deze slag sneuvelde generaal (grootmaarschalk) Géraud Duroc, een goede vriend van Napoleon.